# Cirkus (album)
Cirkus je peti album hrvatske pjevačice Alke Vuice koji sadrži 14 pjesama. Objavljen je 2004. godine.

## Pjesme
1. "Cirkus" (Branimir Mihaljević – Faruk Buljubašić Fayo – Branimir Mihaljević)
2. "Zauzeto" (Željko Joksimović – Alka Vuica – David Vurdelja Baby Dooks)
3. "Fotomontaža" (Jadranka Krištof – Jadranka Krištof – Ante Pecotić)
4. "Prava ljubav" (Jadranka Krištof – Jadranka Krištof – Branimir Mihaljević)
5. "Idi sada" (Alka Vuica / Denis Dumančić – Alka Vuica – Branimir Mihaljević)
6. "Dugo se nisam..." (Jadranka Krištof – Jadranka Krištof – Ante Pecotić)
7. "Bosna" (J. Koplan / Tarkan – Alka Vuica / Faruk Buljubašić Fayo – O. Colakoglu / J. Koplan / Tarkan / Ante Pecotić)
8. "Mali" (Siniša Vuco – Siniša Vuco – Branimir Mihaljević / Željko Šparmajer)
9. "Badava" (Branimir Mihaljević – Alka Vuica / Faruk Buljubašić Fayo – Branimir Mihaljević)
10. "Mana" (Branimir Mihaljević – Faruk Buljubašić Fayo – Branimir Mihaljević)
11. "Subota" (Branimir Mihaljević – Alka Vuica / Faruk Buljubašić Fayo – Branimir Mihaljević)
12. "Pečat" (Jadranka Krištof – Jadranka Krištof – Mustafa Softić)
13. "Ne prelazi mi put" (Alka Vuica – Alka Vuica – Mustafa Softić)
14. "Iluzije" (Sandra Sagena – Alka Vuica – Marko Križan)